# Luise Mauersberger
Luise Mauersberger (* 2. Juli 1990 in Konstanz) ist eine deutsche Volleyballspielerin.

## Karriere
Mauersberger begann ihre Volleyball-Karriere im Alter von zwölf Jahren beim USC Konstanz. 2005 wechselte sie zum Nachwuchsteam des VC Olympia Rhein-Neckar. Die Diagonalangreiferin nahm mit der Junioren-Nationalmannschaft an der Weltmeisterschaft 2007 in Mexiko teil. Anschließend wurde sie vom SV Sinsheim verpflichtet und schaffte 2009 den Aufstieg in die Bundesliga. Nach einer Saison 2012/13 beim Bundesligisten Rote Raben Vilsbiburg kehrte Mauersberger zurück zum SV Sinsheim und spielt jetzt in der Dritten Liga. 

## Privates
Mauersberger ist Mutter eines Sohnes (* Februar 2013).